# ГЕС Махі І
ГЕС Махі І – гідроелектростанція на заході Індії у штаті Раджастхан. Знаходячись перед ГЕС Махі ІІ та ГЕС Кадана, становить верхній ступінь гідровузла на річці Махі, яка дренує північно-західний схил гір Віндх’я та впадає у північну частину Камбейської затоки Аравійського моря. 
В межах проекту річку незадовго до її виходу з гір на рівнину перекрили греблею Mahi Bajaj Sagar висотою 74,5 метра, яка включає муровану та земляну ділянки довжиною 435 та 2627 метрів відповідно. Церемонія закладання споруди відбулась ще у 1960-му, проте активні роботи стартували лише за дванадцять років, а введення греблі припало на 1985-й. Вона утримує водосховище з площею поверхні 134 км2 та об’ємом 2,18 млрд м3 (корисний об’єм 1,83 млрд м3), в якому припустиме коливання рівня поверхні в операційному режимі між позначками 259 та 281 метр НРМ.
Забір ресурсу для роботи станції облаштували за десяток кілометрів від греблі, де від однієї із заток сховища починається підвідний канал довжиною 0,7 км, перекритий на завершенні допоміжною греблею. Під останньою облаштовано машинний зал, до якого ресурс надходить через два водоводи довжиною по 98 метрів з діаметром 4,2 метри. Така схема забезпечує перекидання води з долини самої Махі у сточище її лівої притоки річки Чап.  
Машинний зал обладнали двома турбінами типу Френсіс потужністю по 25 МВт, які працюють при напорі від 26 до 50 метрів та забезпечують виробництво 105 млн кВт-год електроенергії на рік.
Відпрацьована вода відводиться через відвідний тунель довжиною 1,5 км та відкритий канал довжиною біля 2 км до сховища Kagdi pick up ware Lake, створеного на річечці, котра впадає праворуч у Чап. З останнього вона спрямовується як на зрошення лівобережжя Махі (частка штату Раджастхан у ресурсі, що потрапив до сховища греблі Mahi Bajaj Sagar), так і через канал довжиною 40 км до верхнього балансуючого резервуару ГЕС Махі ІІ (частка штату Гуджарат, на території якого розташовані витоки Махі та, відповідно, частина її водозбору).